# 上莫科
上莫科（法語：Haut-Mauco，法語發音：[o moko]）是法国朗德省的一个市镇，与下莫科相邻，属于蒙德马桑区。

## 地理
上莫科（43°49'33"N, 0°33'19"W）面积18.64 平方千米，位于法国新阿基坦大区朗德省，该省份为法国西南部沿海省份，是法國本土面积第二大的省，北起吉倫特省，西临大西洋，南至大西洋比利牛斯省，东临热尔省，东北与洛特-加龍省接壤。
与上莫科接壤的市镇（或旧市镇、城区）包括：欧里斯、下莫科、邦凯、康帕涅、圣佩尔东、圣皮埃尔迪蒙。

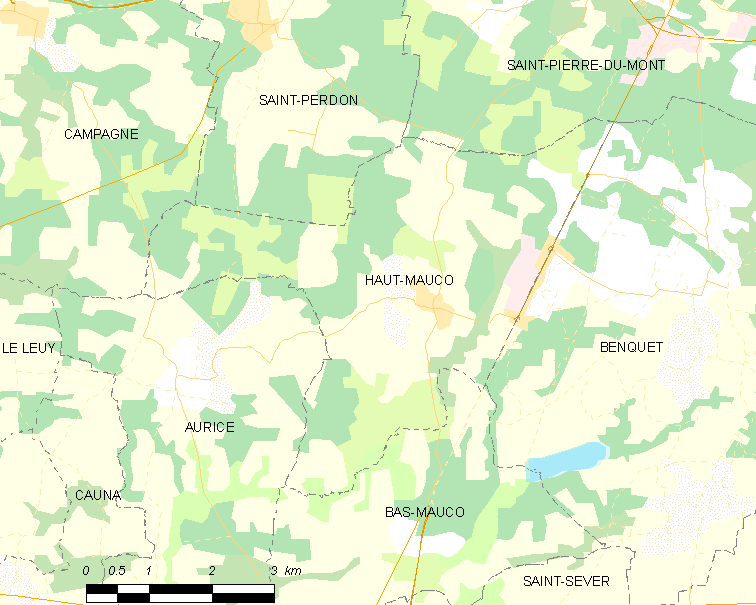
上莫科的OSM定位图

上莫科的时区为UTC+01:00、UTC+02:00（夏令时）。

## 行政
上莫科的邮政编码为40280，INSEE市镇编码为40122。

## 政治
上莫科所属的省级选区为沙洛斯-蒂尔桑县。

## 人口

1962-2008年间上莫科人口变化图示

上莫科于2022年1月1日时的人口数量为991人。